# Azraqisme
Het azraqisme is een uitgestorven sekte binnen het kharidjisme. Het kharidjisme ontstond in Koefa, in Irak en vloeide voort uit de Slag bij Siffin (656 Slag van de Kameel). De azraqieten werden als extreme groep binnen het kharidjisme vaak beschreven als extremisten, intolerant en wreed.

## Geschiedenis
Nafi ibn Azraq naar wie de sekte werd vernoemd was de stichter en de leider van deze rebelse sekte. Van hem is weinig bekend buiten dat hij de zoon was van een Griekse slaaf. Hij was eerst met Abdellah ibn Zubayr maar later brak hij met hem omdat hij zijn politieke standpunten niet wou delen. Nafi ibn Azraq werd vrij snel gedood maar zijn volgelingen weigerden de strijd op te geven, verlieten Koefa en trokken naar het nabije Khoezestan. Van daaruit organiseerden ze aanvallen en plunderingen op al de andere moslims die ze als afvalligen beschouwden.
In 687 nam Qatari ben al-Fuja de leiding over, hij creëerde een tegen-kalifaat en nam een aantal steden in maar moest wijken voor de troepen van de Omajjadenkalief Abd al-Malik. Later werden de azraqieten verdeeld en verzwakt en uiteindelijk werd hun leider Qatari ben al-Fuja in 699/700 gedood en sindsdien zijn de azraqieten van het toneel verdwenen.

## Opvattingen
De azraqieten onderscheiden zich van andere kharidjieten. Enkele van hun basisprincipes zijn:
- In opstand komen tegen de Omajjaden is verplicht, neutraliteit is niet toegestaan en wordt bestraft.
- Alle andere moslims worden beschouwd als ongelovigen en hun grondgebied wordt beschouwd als dar al koefr.[bron?]
- Moord op kinderen en vrouwen van tegenstanders is toegestaan.[bron?]
- Het is niet toegestaan een vrouw die overspel heeft gepleegd te stenigen. Zij krijgt een degelijke straf, dit in tegenstelling tot de soennieten waar het wel is toegestaan.
- Het is toegestaan om kinderen van polytheïstische ouders te doden.[bron?]
- De joden en de christenen mogen niet gedood worden maar de moslims (zowel de aanhangers van Ali als die van de Omajjaden) als afvalligen wel.[bron?]

Wegens vele tegenstrijdigheden met de soennieten en de radicale opvattingen die ze hadden zijn ze in de geschiedenis bestreden tot ze zijn uitgestorven.

## Lijst van imams van de azraqieten
- Nafi ibn al-Àzraq al-Hanafí al-Handhalí 684-685
- Ubayd-Allah ibn al-Màhuz 685-686
- Zubayr ibn al-Mahuz, 686-687/688
- Qatarí ibn al-Fujaa 687/688-698/699
- Abd-Rabbih al-Kabir 697-698